# Nuno Espírito Santo
Nuno Herlander Simões Espírito Santo (Santo Tomé, Santo Tomé y Príncipe, 25 de enero de 1974), conocido deportivamente como Nuno, es un exfutbolista y entrenador portugués de origen santotomense. Jugaba de portero. Actualmente dirige al Nottingham Forest de la Premier League.
Durante su carrera, primero se hizo un nombre en España, jugando para tres equipos en cinco años. Más tarde regresó a Portugal para representar al Oporto y también jugó profesionalmente en Rusia; formó parte de la selección portuguesa en la Eurocopa 2008, pero nunca ganó un partido con la selección nacional.
Espírito Santo comenzó su carrera como entrenador en el club griego Panathinaikos como asistente. Se convirtió en entrenador en 2012 y llevó al club portugués Rio Ave a las dos finales de copa nacionales en 2014. Después de breves períodos en Valencia en la Liga española y un regreso a Oporto, dirigió al Wolverhampton durante cuatro años. En 2021, asumió como técnico del Tottenham Hotspur, pero fue relevado de sus funciones después de cuatro meses en el cargo.

## Trayectoria

### Jugador
Como jugador debutó en 1992 con el Vitória SC. En 1997 llegó a España de la mano del Deportivo de La Coruña, donde no llegó a ganarse la confianza del entrenador y salió cedido, primero al CP Mérida y luego al CA Osasuna. En 2002 fichó por el FC Porto por un monto de 3 millones de euros, como parte del pago del Deportivo por Jorge Andrade; ganó la UEFA Champions League en 2004 como suplente de Vitor Baía.  Tras jugar en el FC Dinamo Moscú y el CD Aves, finalmente regresaría a Portugal seis años después y se retiraría en el Porto.

### Selección nacional
Ha sido internacional con la selección de fútbol de Portugal como arquero suplente en la Eurocopa 2008.

### Entrenador

#### Río Ave FC
En 2012 comenzó a entrenar en solitario, dirigiendo al modesto Río Ave de Portugal. Logra la permanencia del equipo en las dos temporadas, y además, en esta segunda, se destacó al llevar al Río Ave a las finales de Copa y Copa de la Liga, pero decide dejar el banquillo del equipo portugués al finalizar la temporada y llamar la atención de varios clubes portugueses.

#### Valencia CF
El 3 de julio de 2014, se anunció su fichaje por el Valencia Club de Fútbol de la liga española, a causa del gran interés, despertado por su agente Jorge Mendes en el magnate y amigo suyo Peter Lim, inmerso en el proceso de compra del club che, en el que encabeza su nuevo y ambicioso proyecto. Al mando del renovado equipo valencianista sorprendió a todos cuajando un gran inicio de Liga en el que llegó a situar a sus pupilos líderes del campeonato tras la 5.ª jornada, y recibiendo el galardón de la LFP al mejor técnico de la Liga BBVA del mes de septiembre de 2014. Sus buenos registros en el banquillo de Mestalla, devolviendo al equipo a la lucha por clasificarse para la UEFA Champions League, convencieron a la directiva valencianista, que el 12 de enero de 2015 comunicó su renovación hasta 2018. Tras 28 jornadas, el conjunto che sumaba 60 puntos, cifra que nunca había alcanzado a estas alturas del campeonato. Finalmente, el Valencia terminó la Liga 2014-15 como 4.º clasificado, obteniendo así el acceso a la ronda previa de la Liga de Campeones.
En la temporada 2015/16, el Valencia de Nuno empezó obteniendo el acceso a la fase de grupos de la Liga de Campeones eliminando al AS Mónaco. En cambio, el equipo valencianista comenzó de forma irregular en la Liga, lo que provocó el rechazo de la afición e hizo cuestionar el futuro del técnico. El 29 de noviembre de 2015, anunció que dejaba de ser el técnico del Valencia, dejando al elenco levantino como 9.º clasificado tras 13 jornadas de Liga.

#### FC Oporto
El 1 de junio de 2016, se convirtió en el nuevo técnico del FC Oporto. El equipo portugués fue subcampeón de la Primeira Liga, con 6 puntos menos que el Benfica; y fue eliminado por la Juventus de Turín en octavos de final de la Liga de Campeones. El 23 de mayo de 2017, el club anunció que Nuno no iba a continuar en el banquillo.

#### Wolverhampton Wanderers
El 31 de mayo de 2017, se incorporó al Wolverhampton Wanderers Football Club del Football League Championship. En su primera temporada en el banquillo de los Wolves, fue campeón del Football League Championship y en consecuencia obtuvo el ascenso a la Premier League.
Al año siguiente, obtuvo la clasificación para la Liga Europa de la UEFA al terminar 7.º en la Premier League y gracias a la victoria del Manchester City en la FA Cup, una posición en la tabla que consiguió repetir al año siguiente, además de alcanzar los cuartos de final de la Liga Europa.
El 13 de septiembre de 2020, renovó su contrato con el club por tres temporadas. Sin embargo, el 21 de mayo de 2021, el Wolverhampton anunció la marcha de Nuno al término de la temporada.

#### Tottenham Hotspur
El 30 de junio de 2021, se convirtió en nuevo técnico del Tottenham, firmando un contrato por dos temporadas más una opcional. No obstante, el 1 de noviembre de 2021, tras perder 3 de los 4 últimos partidos, el club londinense confirmó su destitución, haciendo de Nuno el técnico más efímero de la historia de la entidad.

#### Al-Ittihad
El 4 de julio de 2022, se hizo oficial su fichaje por el Al-Ittihad hasta el año 2024, en sustitución de Cosmin Contra. El 29 de enero de 2023, ganó la Supercopa de Arabia Saudita tras vencer por 2-0 al Al-Fayha. En la misma temporada, se coronaría campeón de la Liga Profesional Saudí con una jornada de anticipación y terminó con la sequía de 13 años del club. El 8 de noviembre de 2023, fue despedido tras sufrir una derrota contra el Al Quwa Al Jawiya de Irak en la Liga de Campeones de la AFC.

#### Nottingham Forest
El 20 de diciembre de 2023, fue oficializado como entrenador del Nottingham Forest. Fue galardonado como el Mejor Entrenador del Mes en la Premier League en marzo de 2025. Este reconocimiento marca la séptima vez en su carrera que recibe este prestigioso premio, consolidándose como uno de los técnicos más destacados de la liga. El premio de marzo llegó tras victorias notables contra equipos como el Manchester City y el Ipswich Town, resultados que han mantenido al Nottingham Forest en una posición destacada en la tabla de clasificación. 

## Clubes

### Como jugador
| Club                | País     | Año       |
| ------------------- | -------- | --------- |
| Vitória SC          | Portugal | 1992-1996 |
| Deportivo La Coruña | España   | 1997-1998 |
| CP Mérida           | España   | 1998-2000 |
| CA Osasuna          | España   | 2000-2001 |
| Deportivo La Coruña | España   | 2001-2002 |
| FC Porto            | Portugal | 2002-2004 |
| FC Dinamo Moscú     | Rusia    | 2005-2006 |
| CD Aves             | Portugal | 2006-2007 |
| FC Porto            | Portugal | 2007-2010 |

## Estadísticas como entrenador
| Club                               | Div.                | Temporada           | Liga | Liga | Liga | Liga | Liga |    | Copa | Copa | Copa | Copa |    | Internacional | Internacional | Internacional | Internacional | Internacional |   | Otros | Otros | Otros | Otros |     | Totales     | Totales | Totales | Totales | Totales | Totales | Totales | Totales |
| Club                               | Div.                | Temporada           | PD   | G    | E    | P    | Pos. | PD | G    | E    | P    | PD   | G  | E             | P             | Pos.          | PD            | G             | E | P     | PD    | G     | E     | P   | Rendimiento | GF      | GC      | Dif.    |         |         |         |         |
| ---------------------------------- | ------------------- | ------------------- | ---- | ---- | ---- | ---- | ---- | -- | ---- | ---- | ---- | ---- | -- | ------------- | ------------- | ------------- | ------------- | ------------- | - | ----- | ----- | ----- | ----- | --- | ----------- | ------- | ------- | ------- | ------- | ------- | ------- | ------- |
| Rio Ave Portugal                   | 1.ª                 | 2012-13             | 30   | 12   | 6    | 12   | 6.º  | 8  | 4    | 1    | 3    | -    | -  | -             | -             | -             | -             | -             | - | -     | 38    | 16    | 7     | 15  | 48.25%      | 47      | 54      | -7      |         |         |         |         |
| Rio Ave Portugal                   | 1.ª                 | 2013-14             | 30   | 8    | 8    | 14   | 11.º | 12 | 8    | 2    | 2    | -    | -  | -             | -             | -             | -             | -             | - | -     | 42    | 16    | 10    | 16  | 46.04%      | 40      | 43      | -3      |         |         |         |         |
| Rio Ave Portugal                   | Total               | Total               | 60   | 20   | 14   | 26   | -    | 20 | 12   | 3    | 5    | -    | -  | -             | -             | -             | -             | -             | - | -     | 80    | 32    | 17    | 31  | 47.08%      | 87      | 97      | -10     |         |         |         |         |
| Valencia · España                  | 1.ª                 | 2014-15             | 38   | 22   | 11   | 5    | 4.º  | 4  | 2    | 1    | 1    | -    | -  | -             | -             | -             | -             | -             | - | -     | 42    | 24    | 12    | 6   | 66.66%      | 78      | 40      | +38     |         |         |         |         |
| Valencia · España                  | 1.ª                 | 2015-16             | 13   | 5    | 4    | 4    | Inc. | -  | -    | -    | -    | 7    | 3  | 0             | 4             | Inc.          | -             | -             | - | -     | 20    | 8     | 4     | 8   | 46.67%      | 26      | 20      | +6      |         |         |         |         |
| Valencia · España                  | Total               | Total               | 51   | 27   | 15   | 9    | -    | 4  | 2    | 1    | 1    | 7    | 3  | 0             | 4             | -             | -             | -             | - | -     | 62    | 32    | 16    | 14  | 60.21%      | 104     | 60      | +44     |         |         |         |         |
| Porto Portugal                     | 1.ª                 | 2016-17             | 34   | 22   | 10   | 2    | 2.º  | 5  | 1    | 3    | 1    | 10   | 4  | 3             | 3             | 1/8           | -             | -             | - | -     | 49    | 27    | 16    | 6   | 65.98%      | 88      | 28      | +60     |         |         |         |         |
| Porto Portugal                     | Total               | Total               | 34   | 22   | 10   | 2    | -    | 5  | 1    | 3    | 1    | 10   | 4  | 3             | 3             | -             | -             | -             | - | -     | 49    | 27    | 16    | 6   | 65.98%      | 88      | 28      | +60     |         |         |         |         |
| Wolverhampton Wanderers Inglaterra | 2.ª                 | 2017-18             | 46   | 30   | 9    | 7    | 1.º  | 6  | 3    | 2    | 1    | -    | -  | -             | -             | -             | -             | -             | - | -     | 52    | 33    | 11    | 8   | 70.51%      | 87      | 41      | +46     |         |         |         |         |
| Wolverhampton Wanderers Inglaterra | 1.ª                 | 2018-19             | 38   | 16   | 9    | 13   | 7.º  | 8  | 5    | 2    | 1    | -    | -  | -             | -             | -             | -             | -             | - | -     | 46    | 21    | 11    | 14  | 53.62%      | 61      | 55      | +6      |         |         |         |         |
| Wolverhampton Wanderers Inglaterra | 1.ª                 | 2019-20             | 38   | 15   | 14   | 9    | 7.º  | 4  | 0    | 2    | 2    | 17   | 12 | 2             | 3             | 1/4           | -             | -             | - | -     | 59    | 27    | 18    | 14  | 55.93%      | 91      | 58      | +33     |         |         |         |         |
| Wolverhampton Wanderers Inglaterra | 1.ª                 | 2020-21             | 38   | 12   | 9    | 17   | 13.º | 4  | 2    | 0    | 2    | -    | -  | -             | -             | -             | -             | -             | - | -     | 42    | 14    | 9     | 19  | 40.47%      | 38      | 55      | -17     |         |         |         |         |
| Wolverhampton Wanderers Inglaterra | Total               | Total               | 160  | 73   | 41   | 46   | -    | 22 | 10   | 6    | 6    | 17   | 12 | 2             | 3             | -             | -             | -             | - | -     | 199   | 95    | 49    | 55  | 55.95%      | 277     | 209     | +68     |         |         |         |         |
| Tottenham Hotspur Inglaterra       | 1.ª                 | 2021-22             | 10   | 5    | 0    | 5    | Inc. | 2  | 1    | 1    | 0    | 5    | 2  | 1             | 2             | Inc.          | -             | -             | - | -     | 17    | 8     | 2     | 7   | 50.98%      | 22      | 23      | -1      |         |         |         |         |
| Tottenham Hotspur Inglaterra       | Total               | Total               | 10   | 5    | 0    | 5    | -    | 2  | 1    | 1    | 0    | 5    | 2  | 1             | 2             | -             | -             | -             | - | -     | 17    | 8     | 2     | 7   | 50.98%      | 22      | 23      | -1      |         |         |         |         |
| Al-Ittihad Arabia Saudita          | 1.ª                 | 2022-23             | 30   | 22   | 6    | 2    | 1.º  | 3  | 0    | 2    | 1    | -    | -  | -             | -             | -             | 2             | 2             | 0 | 0     | 35    | 24    | 8     | 3   | 76.19%      | 67      | 17      | +50     |         |         |         |         |
| Al-Ittihad Arabia Saudita          | 1.ª                 | 2023-24             | 12   | 6    | 3    | 3    | Inc. | 2  | 1    | 1    | 0    | 7    | 5  | 0             | 2             | 1/4           | -             | -             | - | -     | 21    | 12    | 4     | 5   | 63.49%      | 35      | 18      | +17     |         |         |         |         |
| Al-Ittihad Arabia Saudita          | Total               | Total               | 42   | 28   | 9    | 5    | -    | 5  | 1    | 3    | 1    | 7    | 5  | 0             | 2             | -             | 2             | 2             | 0 | 0     | 56    | 36    | 12    | 8   | 71.43%      | 102     | 35      | +67     |         |         |         |         |
| Nottingham Forest Inglaterra       | 1.ª                 | 2023-24             | 21   | 6    | 4    | 11   | 17.º | 5  | 1    | 3    | 1    | -    | -  | -             | -             | -             | -             | -             | - | -     | 26    | 7     | 7     | 12  | 35.89%      | 38      | 43      | -5      |         |         |         |         |
| Nottingham Forest Inglaterra       | 1.ª                 | 2024-25             | 38   | 19   | 8    | 11   | 7.º  | 6  | 1    | 4    | 1    | -    | -  | -             | -             | -             | -             | -             | - | -     | 44    | 20    | 12    | 12  | 54.54%      | 64      | 52      | +12     |         |         |         |         |
| Nottingham Forest Inglaterra       | 1.ª                 | 2025-26             | 1    | 1    | 0    | 0    | -    | 0  | 0    | 0    | 0    | 0    | 0  | 0             | 0             | -             | -             | -             | - | -     | 1     | 1     | 0     | 0   | 100%        | 3       | 1       | +2      |         |         |         |         |
| Nottingham Forest Inglaterra       | Total               | Total               | 60   | 26   | 12   | 22   | -    | 11 | 2    | 7    | 2    | 0    | 0  | 0             | 0             | -             | -             | -             | - | -     | 71    | 28    | 19    | 24  | 48.36%      | 105     | 96      | +9      |         |         |         |         |
| Total en su carrera                | Total en su carrera | Total en su carrera | 417  | 201  | 101  | 115  | -    | 69 | 29   | 24   | 16   | 46   | 26 | 6             | 14            | -             | 2             | 2             | 0 | 0     | 534   | 258   | 131   | 145 | 56.49%      | 785     | 548     | +237    |         |         |         |         |
| 1. 2. 3.                           |                     |                     |      |      |      |      |      |    |      |      |      |      |    |               |               |               |               |               |   |       |       |       |       |     |             |         |         |         |         |         |         |         |

### Resumen por competiciones
| Competición                          | Partidos | Ganados | Empatados | Perdidos | %      | Resultado        |
| ------------------------------------ | -------- | ------- | --------- | -------- | ------ | ---------------- |
| Primeira Liga                        | 94       | 42      | 24        | 28       | 53.19% | Subcampeón       |
| Copa de Portugal                     | 11       | 7       | 2         | 2        | 69.7%  | Subcampeón       |
| Copa de la Liga de Portugal          | 14       | 6       | 4         | 4        | 52.38% | Subcampeón       |
| LaLiga                               | 51       | 27      | 15        | 9        | 62.74% | 4.º lugar        |
| Copa del Rey                         | 4        | 2       | 1         | 1        | 58.33% | Octavos de final |
| EFL Championship                     | 46       | 30      | 9         | 7        | 71.74% | Campeón          |
| Premier League                       | 184      | 74      | 44        | 66       | 48.19% | 7.º lugar        |
| FA Cup                               | 23       | 8       | 9         | 6        | 47.82% | Semifinales      |
| EFL Cup                              | 12       | 5       | 5         | 2        | 55.56% | Cuarta ronda     |
| Liga Profesional Saudí               | 42       | 28      | 9         | 5        | 73.81% | Campeón          |
| Copa del Rey de Campeones            | 5        | 1       | 3         | 1        | 40%    | Semifinales      |
| Supercopa de Arabia Saudita          | 2        | 2       | 0         | 0        | 100%   | Campeón          |
| Liga de Campeones de la UEFA         | 17       | 7       | 3         | 7        | 63.61% | Octavos de final |
| Liga Europa de la UEFA               | 17       | 12      | 2         | 3        | 74.51% | Cuartos de final |
| Liga Conferencia de la UEFA          | 5        | 2       | 1         | 2        | 46.67% | Fase de grupos   |
| Liga de Campeones de Élite de la AFC | 3        | 2       | 0         | 1        | 66.67% | Fase de grupos   |
| Campeonato de Clubes Árabes          | 4        | 3       | 0         | 1        | 75%    | Cuartos de final |
| TOTAL                                | 534      | 258     | 131       | 145      | 56.49% | 3 Títulos        |

## Palmarés

### Como jugador

#### Títulos nacionales
| Título                | Club          | País     | Año     |
| --------------------- | ------------- | -------- | ------- |
| Copa del Rey          | RCD Deportivo | España   | 2001-02 |
| Primeira Liga         | FC Porto      | Portugal | 2002-03 |
| Copa de Portugal      | FC Porto      | Portugal | 2003    |
| Primeira Liga         | FC Porto      | Portugal | 2003-04 |
| Supercopa de Portugal | FC Porto      | Portugal | 2003    |
| Supercopa de Portugal | FC Porto      | Portugal | 2004    |
| Primeira Liga         | FC Porto      | Portugal | 2007-08 |
| Supercopa de Portugal | FC Porto      | Portugal | 2009    |
| Primeira Liga         | FC Porto      | Portugal | 2008-09 |
| Copa de Portugal      | FC Porto      | Portugal | 2009    |

#### Títulos internacionales
| Título                       | Club     | Sede          | Año     |
| ---------------------------- | -------- | ------------- | ------- |
| Liga Europa de la UEFA       | FC Porto | Sevilla       | 2002-03 |
| Liga de Campeones de la UEFA | FC Porto | Gelsenkirchen | 2003-04 |
| Copa Intercontinental        | FC Porto | Yokohama      | 2004    |

### Como entrenador

#### Títulos nacionales
| Título                      | Club                    | País           | Año     |
| --------------------------- | ----------------------- | -------------- | ------- |
| EFL Championship            | Wolverhampton Wanderers | Inglaterra     | 2017-18 |
| Supercopa de Arabia Saudita | Al-Ittihad              | Arabia Saudita | 2023    |
| Liga Profesional Saudí      | Al-Ittihad              | Arabia Saudita | 2022-23 |